# Las Guevaras (Nueva Esparta)

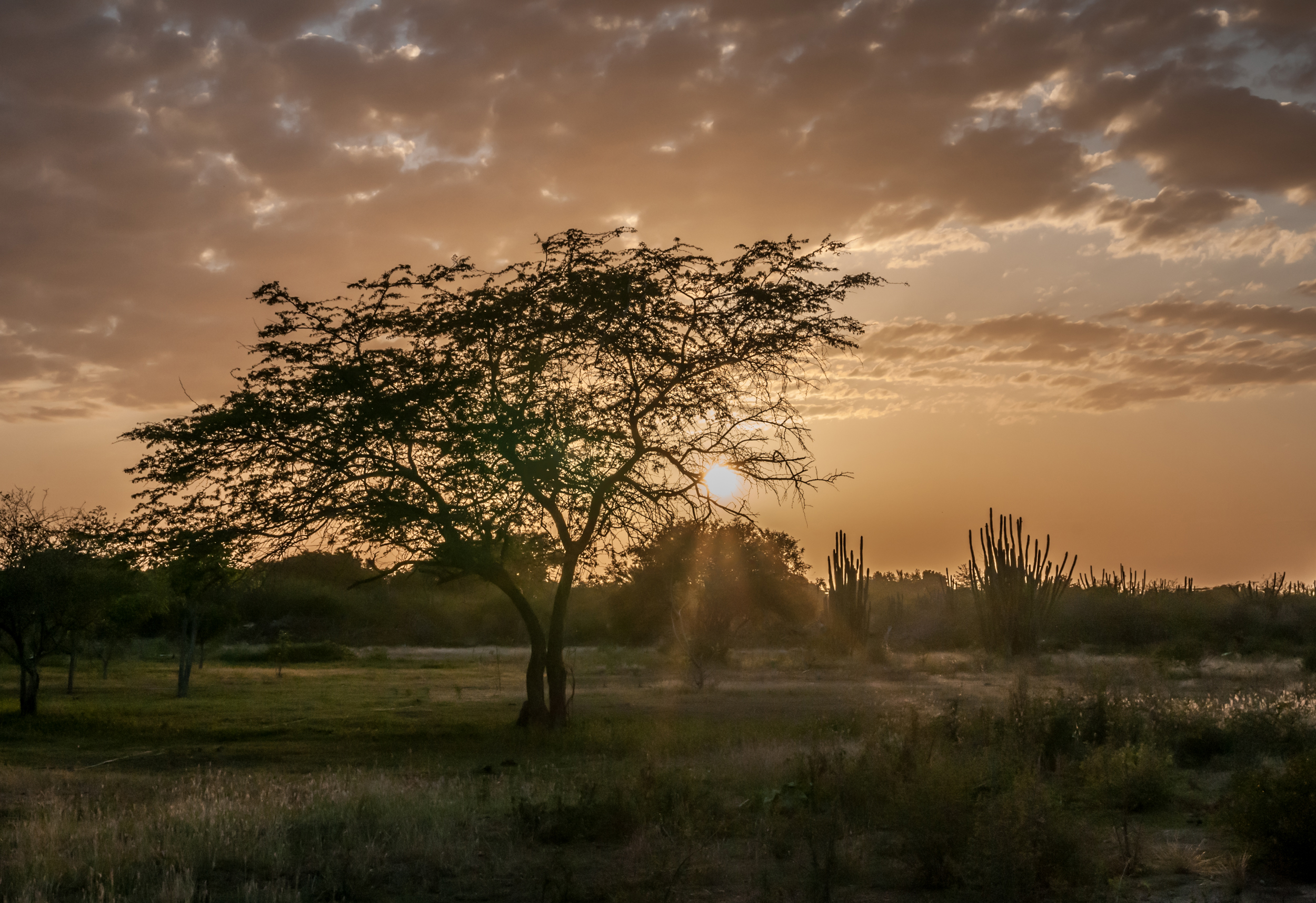
Atardecer en Las Guevaras.

Las Guevaras, es una localidad ubicada en el Municipio Díaz del Estado Nueva Esparta, en la isla de Margarita, Venezuela. Esta localidad se encuentra dividida en dos partes por la autopista Juan Bautísta Arismendí.
Dicha población, debe su nombre al apellido Guevara y específicamente a un conjunto de hermanas que esperaban a sus esposos luego de la faena de la pesca. Un pueblo, netamente pescador y que en sus comienzos, también se dedicaba a la cría de ganado caprino como mecanismo de sustento.
La vegetación predominante es Xerófila, en donde se observa gran follaje, sobre todo a las cercanías de la población de La Guardia. Otra actividad característica de los habitantes de esta zona, es la caza de conejos, utilizando para ello un lazo o trampa.